# Nikolaus IV. (Papst)

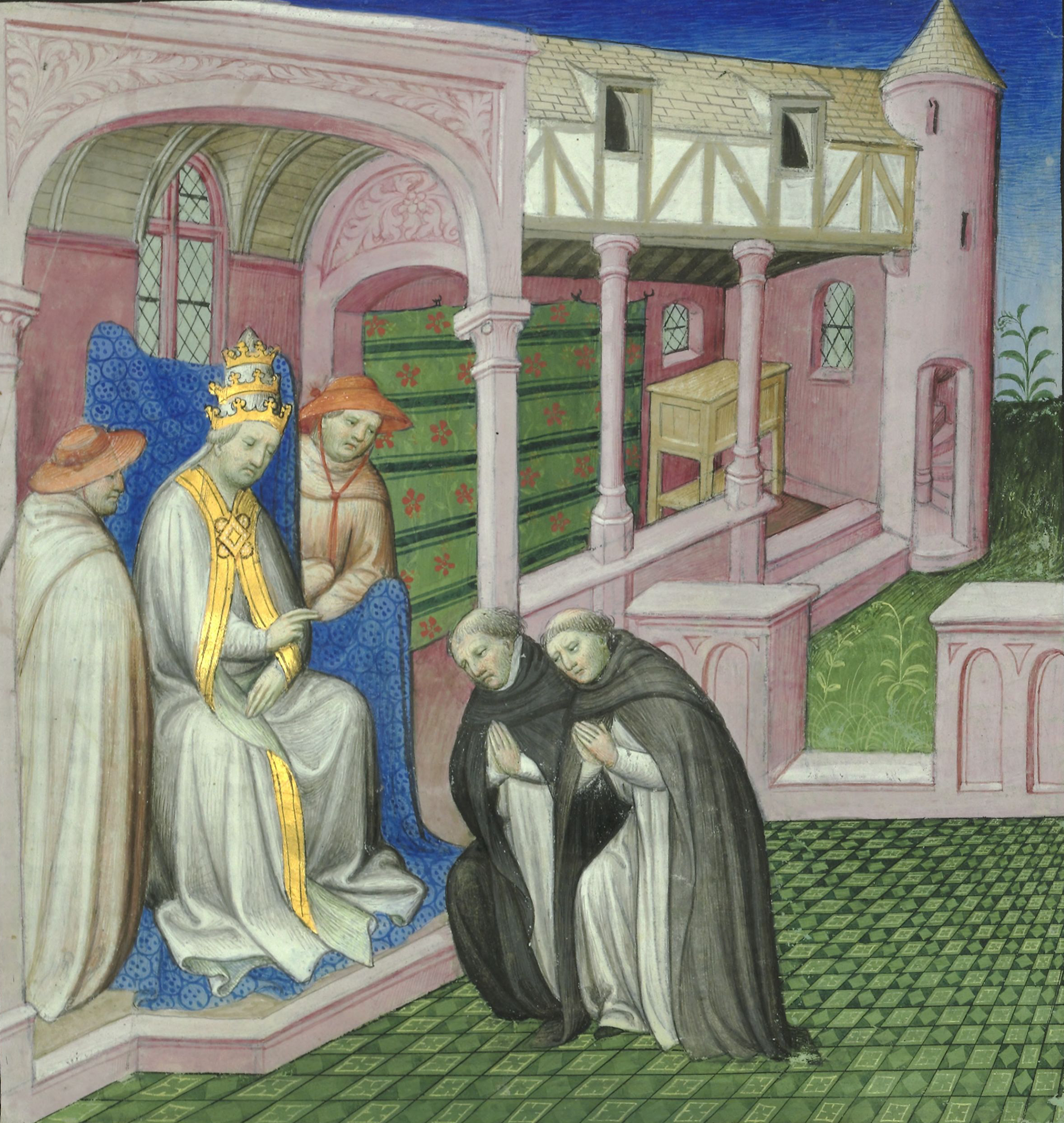
Papst Nikolaus IV. und der Dominikanermönch Ricoldo da Monte di Croce (BNF, Ms. fr. 2810, fol. 278; Anfang des 15. Jahrhunderts)

Nikolaus IV. (* 30. September 1227 in Lisciano (Ortsteil von Ascoli Piceno); † 4. April 1292 in Rom) war vom 22. Februar 1288 bis zu seinem Tode Papst.

## Leben
Geboren als Girolamo Masci d’Ascoli trat er schon früh in den Orden der Franziskaner ein und wurde 1272 Provinzialminister von Dalmatien und 1274 Ordensgeneral. Am 12. März 1278 wurde er zum Kardinalpriester von Santa Pudenziana und am 12. April 1281 zum Kardinalbischof von Palestrina erhoben.
Nach dem Tod seines Vorgängers Honorius IV. kam es zu einer nahezu einjährigen Sedisvakanz. Sie kam nicht nur durch die Uneinigkeit des Kardinalskollegiums zustande, sondern vielmehr durch die damals in Rom grassierende Malaria, die einige der Kardinäle das Leben kostete und eine zeitweilige Unterbrechung des Konklaves erzwang.
Nikolaus IV. war der erste Franziskaner, der zum Papst gewählt worden war; allerdings war auch Nikolaus III. als einer seiner unmittelbaren Vorgänger Mäzen und Freund des Ordens.
Der neue Papst setzte die Sizilienpolitik seiner Vorgänger fort und erklärte den Verzicht Karls II. von Neapel auf die Krone Siziliens für ungültig. Durch den Vertrag von Champfranc am 28. Oktober 1288 kam Karl II. frei. Er hatte sich im Vertrag auch verpflichtet, Aragon mit dem Papst und Frankreich auszusöhnen. Doch Papst Nikolaus drängte ihm lediglich am 28. Mai 1289 die (theoretische) sizilianische Königskrone auf. Aus Ehrgefühl kehrte Karl II. vier Monate nach seiner Königskrönung und nach dem Scheitern seiner Friedensbemühungen zur Grenze von Aragon zurück, um sich wieder in Gefangenschaft zu begeben. Da dort niemand an einer erneuten Gefangenschaft Interesse hatte, war seine Ehre gerettet und Karl kehrte nach Frankreich zurück. Dort gelang ihm der Friedensschluss von Senlis am 19. Mai 1290, in dem Karl von Valois auf alle seine Ansprüche auf Aragon verzichtete. Die Haltung des Papstes gegenüber dem Königreich Neapel änderte dies nicht. Nach dem Tod Alfons III. von Aragon am 18. Juni 1291 wurden unter dessen Erben Jakob II. Aragon und Sizilien in Personalunion vereinigt. Jakobs Bruder Friedrich wurde in Sizilien sein Statthalter. Daraufhin verhängte der Papst den Kirchenbann über beide, der allerdings wirkungslos blieb.
Am 18. Mai 1291 fiel mit Akkon der letzte Stützpunkt der Kreuzfahrer im Heiligen Land. Damit erlosch die mittelalterliche Kreuzzugsbewegung.
Während seines vierjährigen Pontifikats trat Nikolaus IV. vor allem als ein Förderer der Mission hervor. Seine Versuche, einen neuen Kreuzzug zu organisieren, scheiterten hingegen. Palmsonntag 1288 empfing er Rabban Bar Sauma, einen nestorianischen Mönch, der als Gesandter des Ilchans Arghun ein Bündnis zwischen den Mongolen in Persien und dem christlichen Abendland gegen die Mamluken herbeiführen sollte.
Erhalten sind vor allem seine Renovierungen bzw. Ergänzungen der Apsismosaiken in der Erzbasilika San Giovanni in Laterano – wo er unter Beibehaltung des Kernbestandes des alten Mosaikes die Hl. Franziskus und Antonius sowie sich selbst hinzufügen ließ – und in Santa Maria Maggiore; dort ließ er auch an der Fassade, die heute verdeckt ist, Mosaiken anbringen. Papst Nikolaus war auch Gründer der Universitäten Montpellier und Lissabon.
Beigesetzt wurde er in der damals noch Basilica Liberiana genannten Basilika Santa Maria Maggiore in Rom (Das Grabmal wurde drei Jahrhunderte später von Domenico Fontana geschaffen).